# Yngve Alvå

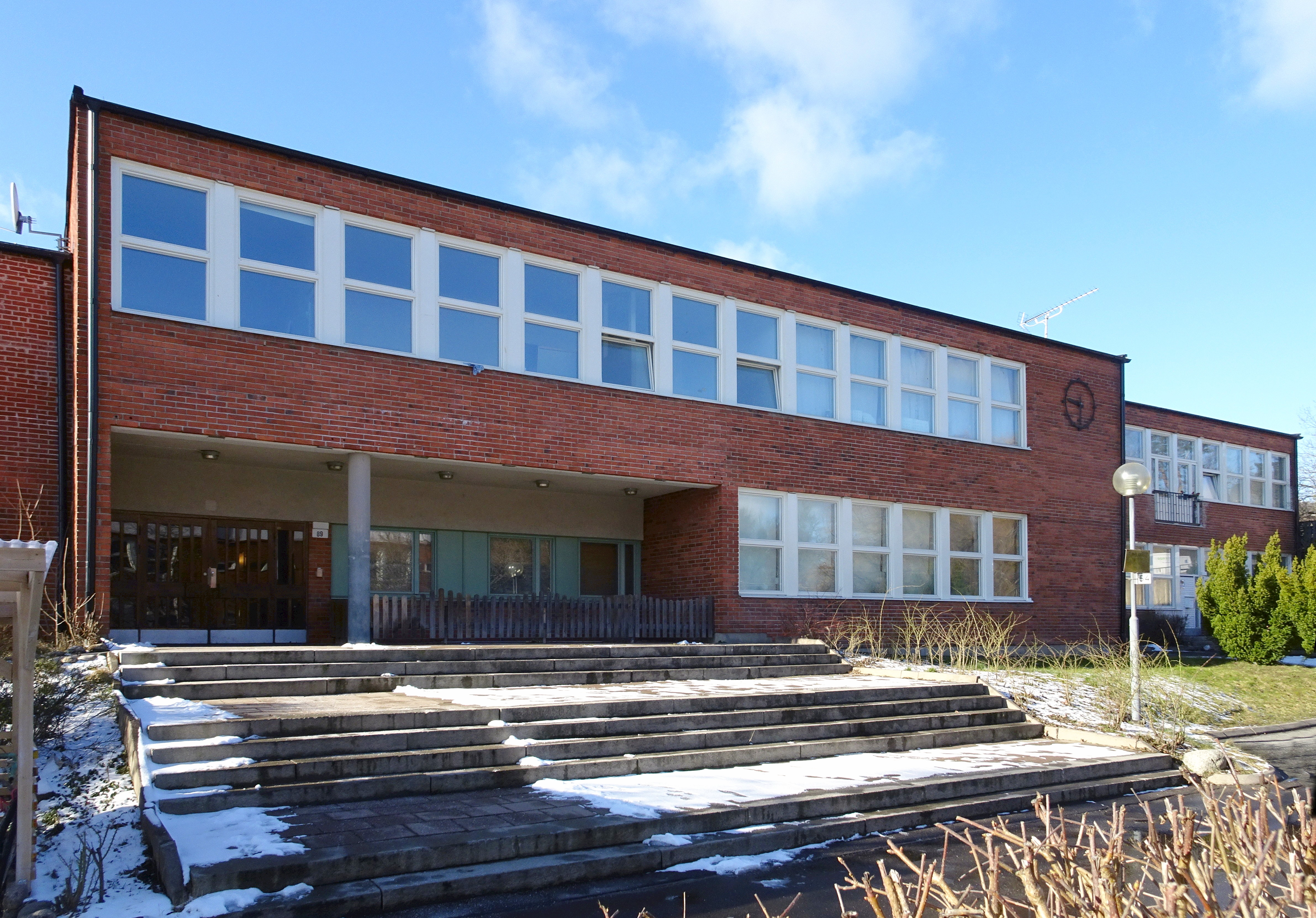
Före detta Storholmsskolan i Vårberg.

Karl Bertil Yngve Alvå, född 16 augusti 1918 i Snöstorps församling, Hallands län, död 20 januari 1992 i Bromma församling, Stockholms län, var en svensk arkitekt.

## Biografi
Alvå, som var son till en byggmästare, avlade realexamen i Halmstad 1935, utexaminerades från Göteborgs tekniska institut 1937, Stockholms tekniska institut 1940, Kungliga Tekniska högskolan 1945, Kunstakademiets Arkitektskole i Köpenhamn 1952 och Kungliga Konsthögskolan arkitekturskola 1973. Han var innehavare av Rothsteinska USA-stipendiet 1952. Han bedrev egen verksamhet på Alvå Arkitektkontor AB i Lidingö och var lärare på Sociala barnavårdseminariet i Stockholm. Han var expert i 1946 års kommitté för den halvöppna barnavården och styrelseledamot i Mellansjö internatskola i Täby. Han skrev Förskolor och daghem (1948) och Parkeringshus (1957). Bland hans arkitektarbeten märks Storholmsskolan, uppförd 1967 i Vårberg, nedlagd 1997 och sedan ombyggd till bostäder. Yngve Alvå är begravd på Snöstorps kyrkogård.